# 애니 (뮤지컬)
《애니》(Annie)는 1977년 4월 21일, 작곡 찰리 스트라우트가 만든 책 '어린 고아 애니 (Little Orphan Annie)'를 원작으로 만든 브로드웨이 뮤지컬이다. 이 뮤지컬에 대표곡 'tomorrow'(투모로우)는 많은 사람들의 마음을 울렸다.

## 개요
1976년 미국 코네티컷의 굿스피드 오페라 하우스에서 처음으로 초연한뒤, 이듬해인 1977년 4월 21일, 브로드웨이에서 초연된 애니는 이후 1980년대부터 미국 순회 공연을 하고, 영국 웨스트엔드에 초연되었으며, 호주와 유럽, 일본 등 여러나라에서도 초연되었다. 1977년 토니 어워드 안무상, 대본상, 배우상등 여러개의 상을 휩쓸었고 드라마 데스크 어워드상까지 휩쓸고, 애니 주인공이 여우주연상까지 받으면서 애니의 인기는 날로 커져갔다. 그리고 1997년 브로드웨이 리바이벌 공연 및 1998년 영국 웨스트엔드 리바이벌에 이어 2000년대부터 영국 및 미국 순회공연을 하면서 애니의 인기는 지금까지 이어져오고 있다. 또한 일본의 경우에는 일본의 한 방송국의 주최하에, 1986년부터 지금까지 매해 공연에 오르면서 일본인들의 인기 또한 자랑할 정도이다.
특히 1막에서 애니가 개에게 부르는 'Tomorrow'는 엄청난 인기를 자랑했으며, 그 다음으로 애니와 고아가 부르는 'Maybe', 아동노동으로 힘든 생활을 부르는 'It's a hard knock life' 또한 인기다.

## 스토리
1933년 뉴욕 시립 고아원. 애니에게는 11년 후 찾아오겠다는 부모의 편지와 목걸이만 있을 뿐이다. 애니는 언젠가는 부모님이 찾아오실거라면서 자신의 고아가 아니라고 한다. 그런데 고아원 원장 술 주정뱅이 해니건 원장은 혹독하게 일만 시킨다. 애니는 고아원을 탈출하지만 다시 잡혀 20년 외출 금지라는 벌을 받는다.
그리고 크리스마스 시즌. 워벅스 씨의 비서 그레이스가 크리스마스 연휴를 함께 보낼 고아를 고르러 왔다가 애니를 데리고 간다. 무뚝뚝한 워벅스씨는 애니를 보면서 마음을 열어 입양한다. 그리고 애니가 부모님을 보고싶어하자 5만달러를 걸고 부모찾기 캠페인을 진행하는데, 돈의 욕심에 눈이 먼 루스터와 릴리가 해니건과 짜고 애니를 이용하여 가짜 부모로 위장해 범죄를 계획하려 하는데..

## 등장인물
| 캐릭터                                                                   | 소개 |
| 올리버 워벅스                                                            | 억만장자의 갑부, 비즈니스 성격이 강해 냉철한 성격이지만, 애니를 보자 마음을 열고 입양을 결심한다.                                                 |
| 애니                                                                     | 뮤지컬의 주인공, 11살의 소녀로 1922년에 편지로 꼭 돌아오겠다고 한 뒤 고아원에 맡겨졌고, 미스 해니건에게 구박을 받다가 올리버 워벅스에게 입양된다. |
| 그레이스 패럴                                                            | 올리버 워벅스의 개인비서, 올리버 워벅스가 하는일을 메모하는가 하면 애니를 자주 돌본다고 한다.                                                     |
| 대니얼 루스터 해니건                                                     | 미스 해니건의 형제, 5만달러를 위해 애니를 꾀어오는 범죄를 같이 공모하는 인물, 사기꾼 전과자로 악명이 높다.                                        |
| 미스 해니건                                                              | 고아원의 원장, 자주 술을 마시고 아이들을 구박하는가 하면, 툭하면 아이들을 괴롭히기까지 한다.                                                      |
| 드레이크                                                                 | 올리버 워벅스의 집사, 그레이스와 워벅스 그리고 애니의 좋은 친구이기도 하다.                                                                       |
| 릴리 세인트 루지스                                                       | 다니엘 루스터의 여자친구, 5만달러를 위해 정신이 팔린 나머지 루스터와 함께 부모로 위장한채 범죄에 공모한다.                                        |
| 프랭클린 D. 루즈벨트                                                     | 당시 미국의 대통령, 올리버 워벅스의 소개로 애니와 만난다, 하지만 애니의 노래에 교훈을 얻고 새로운 뉴딜 정책에 밀어붙이게 되는 인물로 알려져있다.  |
| 몰리                                                                     | 고아원의 어린막내, 나이는 6살, 애니의 가장 좋은 친구이다.                                                                                         |
| 페퍼                                                                     | 고아원에 있는 친구, 나이는 12살, 애니와는 좋은 친구가 아니며, 자기 대장이 되고 싶어 때때로 몰리를 괴롭히기도 한다.                                |
| 더피                                                                     | 고아원에 있는 친구, 나이는 13살, 페퍼와 자주 사귄다고 한다.                                                                                       |
| 줄리                                                                     | 고아원에 있는 친구, 나이는 13살 |
| 테시                                                                     | 고아원에 있는 친구, 나이는 10살, 자주 울고불고 해서 울보라고도 한다.                                                                              |
| 케이트                                                                   | 고아원에 있는 친구, 나이는 7살 |
| 루이 브랜다이스                                                          | 미국 법원 판사 |
| 버트 힐리                                                                | 라디오 공개방송 진행자 |
| 보이란 시스터즈                                                          | 라디오 공개방송에서 나오는 노래 가수 |
| 프레드 맥 크랙켄과 괴짜                                                  | |
| 경관                                                                     | 후버빌을 순찰하는 경찰관 |
| 샌디                                                                     | 애니의 견공, 개 보호소에 갇히기 직전 애니에 의해 구조된다. 후에 워벅스의 자택에 입양된다.                                                         |
| 경호원                                                                   | 루즈벨트 대통령의 경호원 |
| 코델 헐, 프란시스 퍼킨스, 루이스 하우, 헤럴드 이케스, 헨리 모겐스 주니어 | 당시 미국의 정치인들, 올리버 워벅스와 애니와 함께 "투모로우"를 노래한다.                                                                          |
| 스타 투 비                                                               | 뉴욕 브로드 웨이 스타 |
| 그레어, 푸호, 세실, 그리고 아네트                                        | 올리버 워벅스의 가사도우미들, 애니를 돌봐주고 집안을 청소하는 심부름꾼들이다.                                                                     |
| 개 포수                                                                  | 후버빌에 있는 유기견을 잡는 포수 |
| 사과 장수                                                                | 후버빌에서 사과를 파는 장수 |
| 지미 존슨                                                                | 라디오 공개방송 출연자 |
| SFX 맨                                                                   | 라디오 공개방송 특수효과를 맡은 인물 |
| 후버빌 난민들                                                            | 경제 대공황으로 실직하여 판자촌을 짓고 살면서 이루고 있는 후버빌 난민들                                                                           |
| 뉴욕 시민들                                                              | 5번가의 거리를 걷고 있는 수많은 뉴욕 시민들 |

## 뮤지컬 넘버
| 제1막 - Overture – 서곡 - "Maybe" – 그럴까? 나를 기억하실까? / 애니와 고아들 - "It's the Hard Knock Life" – 살기 힘들어, 정말! / 애니와 고아들 - "It's the Hard Knock Life" (Reprise) – 너무 부러워 애니 / 고아들 - "Tomorrow" – 투머로우 / 애니 - "We'd Like to Thank You, Herbert Hoover" – 대통령 고마워요, 정말 / 앙상블 - "Little Girls" – 계집애들 / 미스 해니건 - "Little Girls" (Reprise) – 계집애들 / 미스 해니건 - "I Think I'm Gonna Like It Here" – 이 곳이 맘에 들어요 / 그레이스, 애니, 앙상블 - "N.Y.C." – 매력있는 뉴욕시 / 워벅스, 애니, 그레이스, 스타 투 비, 앙상블 - "N.Y.C." (Reprise) / "Lullaby" – 매력있는 뉴욕시 / 워벅스 - "You Make Me Happy" - 너는 나를 행복하게 해 / 미스 해니건, 그레이스 †★☆ - "Easy Street" – 돈 많은 부자들 / 미스 해니건, 루스터, 릴리 - "You Won't Be an Orphan for Long" – 더 이상 고아가 아냐 / 그레이스, 워벅스 - "Why Should I Change a Thing?" - 왜 내가 바꿔야 하지? / 워벅스 ‡★☆ - "Maybe" (Reprise) / 애니 | 제2막 - "Maybe" (Reprise II) / 애니 - "You're Never Fully Dressed Without a Smile" – 언제나 웃어봐요 / 버트힐리, 보이란 시스터즈 - "You're Never Fully Dressed Without a Smile" (Children Reprise) – 언제나 웃어봐요 / 고아들 - "Easy Street" (Reprise) – Rooster - 돈 많은 부자들 / 루스터, 미스 해니건, 릴리 - "Tomorrow" (Cabinet Reprise) – 투머로우 / 애니, 루즈벨트, 워벅스, 캐비넷 - "Tomorrow" (Cabinet Reprise II) - 투머로우 / 루즈벨트, 캐비넷 - "Cabinet End" - "Something Was Missing" – 그건 너야 / 워벅스 ★ - "Annie" – 애니 / 그레이스, 드레이크, 앙상블 - "I Don't Need Anything But You" – 우리는 영원한 친구 / 워벅스, 애니 - "Maybe" (Reprise III) / 애니 - "A New Deal for Christmas" – 새로운 내일과 크리스마스 / 워벅스, 그레이스, 애니와 고아들, 루즈벨트, 앙상블 - "Tomorrow" (Finale) – 투머로우 / 다 함께 |

† 1997년에 브로드웨이 재연 공연에서 채널 카터의 장면 삽입으로 추가된 곡으로, 이후 공연에서는 사용하지 않는 곡.

‡ 2000년 당시 호주 공연때 앤서니 워로우 장면 연출을 위하여 추가된 곡으로, 이후 선택사항이 된 곡, 2012년 브로드웨이 재연공연부터는 사용되지 않았다.

★ 2018년 대한민국 공연에서는 사용되지 않은 곡

☆ 2019년 대한민국 공연에서는 사용되지 않은 곡

## 공연 역사
미국 뉴욕 타임스에 따르면, 미국에서만 매년 700회에서 900회정도의 애니공연이 열리고 있다고 보도되었다.

### 애니의 탄생
1972년, 차닌은 미한이 처음으로 "작은 고아소녀 애니"에 관한 뮤지컬 책을 작곡하고 시작했고, 연재만화의 지문을 다시 읽고 연구했으나 등장인물말고는 음악에 만족할만한 자료가 전무했다. 애니와 올리버 워벅스, 그리고 샌디를 주인공으로 이야기를 쓰기로 했다, 그리고 뮤지컬을 만든 사람 모두 뉴욕 출신이었고, 당시 리차드 닉슨 대통령이 재임중이면서, 베트남 전쟁이 발발한 때였으므로, 이와 비슷한 1933년 뉴욕 대공황을 배경으로 그의 이야기가 시작되었다. 그는, 애니의 성격을 올리버 트위스트와 데이비드 쿠퍼필드의 같은 작품에서 찰스 디킨스가 고안을 한 고아캐릭터는 당시 20세기 미국 여성의 모습으로 보았고, 애니의 포기와 미지의 부모 역할에 대한 수수께끼가 디킨스의 이야기에서 신비의 이야기와 일치한다. 그리고 미한이 만든 책은, 차닌과 스트라우스에 의해 받아들이고, 그는 이후 소설 소재를 위해 복원할 자료가 상당했다고 한다.

### 첫 공연을 올리다
1976년 8월 10일, 이스트 하담에 있는 Goodspeed 오페라 하우스에서 마이클 프라이스 감독으로 전세계에서 초연되었다. 그리고 애니의 역할로 "크리스틴 비가드"가 맡았는데, 그러나 진정한 고아로써 충분히 하지 못하였는지, 이후 다른 배우인 "안드레아 맥아디"로 교체되었는데, 비가드는 이후 고아 역할 중 하나인 "페퍼"역을 맡았다고 한다. 비가드는 이후 맥아디의 임시 배우로 거듭나게 되었다.

### 브로드웨이 초연

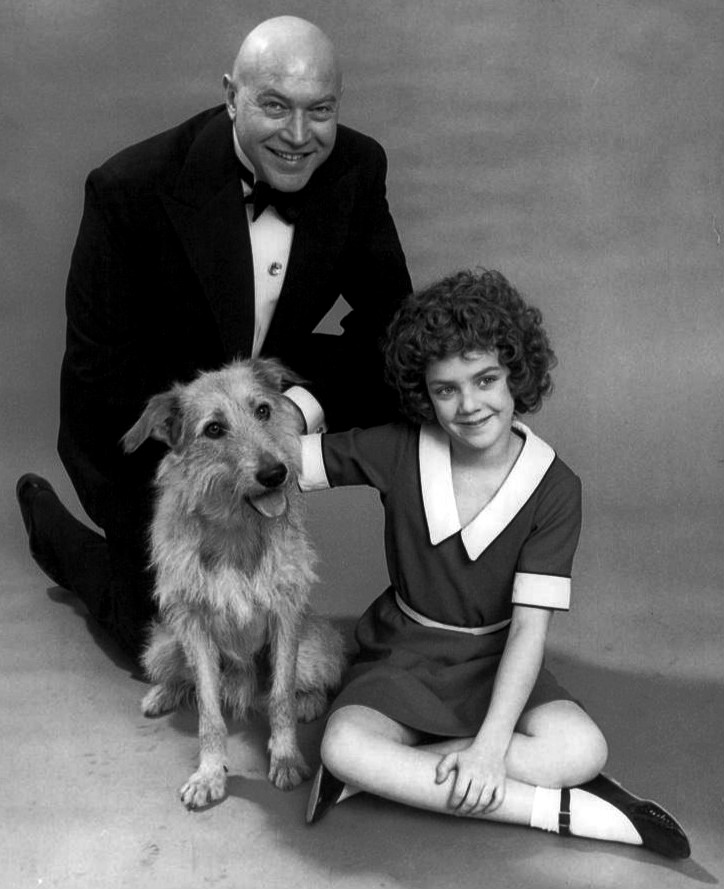
1977년 당시 브로드웨이에 초연했던 뮤지컬 애니의 주연 배우들

1977년 4월 21일, 미국 뉴욕 브로드웨이 엘빈 극장에서 처음으로 애니 공연이 올려졌다. 그리고는 제11회 토니 어워드 후보에 등재되었고, 여러 부문에서 수상을 휩쓸었다. 이후 1983년 1월 2일에 막을 내리기까지 2377회에 걸쳐 공연을 올렸다.

### 영국 웨스트엔드 초연 및 순회 공연
뮤지컬 애니의 선풍적인 인기를 끌고 1978년에 영국 웨스트엔드에서 처음으로 초연이 시작되었고, 이후 많은 인기에 힘입어, 토론토 순회공연을 시작으로, 1981년 미국 로스앤젤레스, 1982년 미국 필라델피아, 달라스, 보스턴등 여러 도시에서 많은 순회공연을 하였다고 한다.

### 애니 오리지널 공연 20주년
1997년, 애니 오리지널 공연 20주년을 기념하여 'Annie, the 20th Anniversary'로 미국 뉴욕 브로드웨이에 있는 마틴 백 극장 (지금의 알 히르슈펠트 극장)에서 공연을 올렸다. 1997년 10월 19일에 막을 내리기까지, 총 239회 공연을 올렸다.

### 웨스트 엔드 재연
1998년 9월 30일부터 1999년 2월 28일까지 영국 빅토리아 팰리스에서 뮤지컬 애니가 다시 공연에 올려졌다.

### 호주 공연
2000년부터 2001년에까지 호주 시드니, 멜버른, 브리즈번을 순회하는 호주 순회공연이 열렸다. 또한 호주 순회공연중에 신곡인 Why Should I Change a Thing가 추가되었다고 한다.

### 영국 순회공연
2001년부터 링컨 극장 로얄에서 1개월 공연을 올리는것을 포함하여 긴 기간동안의 영국 순회공연이 개최되었다. 2007년 도중에 일시적으로 중단되었지만, 2008년 9월에 다시 재개, 2010년까지 공연하였다.

### 미국 순회공연
2005년부터 2010년까지 네트웍스투어에 의한 30주년 기념 순회공연이 성공적으로 마쳤다.

### 브로드웨이 리바이벌
2012년부터 미국 뉴욕 브로드웨이에서 오리지널 공연 35주년 기념 리바이벌 공연이 개막했다. 38회 프리뷰 공연을 포함하여, 487회의 공연을 마치고 2014년 1월 5일에 막을 내렸다.

### 웨스트엔드 리바이벌
2017년부터 런던 웨스트엔드 피카디리 극장에서 5월 23일 프리뷰 공연 포함하여, 6월 5일에 리바이벌 본 공연이 올랐고, 2018년 1월 6일을 끝으로 막을 내렸다.

### 다른나라에서의 공연
애니는 이후 영어권 국가 이외에도 다른나라에서 정식으로 공연을 올렸다. 공연을 올린국가는 다음과 같다.
| 국가           | 공연년도                                                            |
| -------------- | ------------------------------------------------------------------- |
| 아르헨티나     | 1982년                                                              |
| 오스트레일리아 | 1978년, 2000년, 2011년~2012년                                       |
| 덴마크         | 1982년                                                              |
| 독일           | 1999년                                                              |
| 헝가리         | 1998년                                                              |
| 아일랜드       | 2003년, 2016년                                                      |
| 이스라엘       | 2001년, 2010년                                                      |
| 이탈리아       | 1982년, 2006년                                                      |
| 일본           | 1978년, 1986년~현재                                                 |
| 영국           | 1978년, 1983년, 1998년, 2000년~2010년 영국순회 공연                 |
| 미국           | 1977년~1983년, 1997년, 1999년~2000년, 2005년~2010년, 2014년~2017년  |
| 캐나다         | 1978년, 2022년 (퀘벡 주)                                            |
| 멕시코         | 1979년, 1991년, 2010년, 2015년                                      |
| 네덜란드       | 1997년~1999년, 2005년~2007년, 2012년~2013년                         |
| 노르웨이       | 1991년, 2004년, 2013년                                              |
| 필리핀         | 1978년, 1987년, 1998년, 2016년                                      |
| 포르투갈       | 1982년, 2010년                                                      |
| 스페인         | 1982년, 2000년, 2010년                                              |
| 스웨덴         | 1979년, 1999년, 2005년~2006년                                       |
| 페루           | 1986년, 1997년, 2002년                                              |
| 짐바브웨       | 2003년                                                              |
| 러시아         | 2002년~2009년                                                       |
| 콜롬비아       | 2006년                                                              |
| 대한민국       | 1984년, 1996년, 2006년~2007년, 2010년~2011년, 2018년~2019년, 2024년 |
| 홍콩           | 2012년                                                              |
| 벨기에         | 1992년, 2008년~2009년, 2012년                                       |
| 폴란드         | 1989년                                                              |
| 아랍에미리트   | 2009년                                                              |
| 덴마크         | 2011년                                                              |
| 푸에르토리코   | 2012년                                                              |
| 싱가포르       | 2012년                                                              |
| 그리스         | 2013년                                                              |
| 브라질         | 2018년                                                              |

## 수상 경력

### 오리지널 브로드웨이
| 년   | 수상명               | 부문                                     | 인물                                  | 수상여부 |
| ---- | -------------------- | ---------------------------------------- | ------------------------------------- | -------- |
| 1977 | 토니 어워드          | 토니 어워드 베스트 뮤지컬 상             | 토니 어워드 베스트 뮤지컬 상          | 수상     |
| 1977 | 토니 어워드          | 토니 어워드 최고의 뮤지컬 작가상         | 토마스 미한                           | 수상     |
| 1977 | 토니 어워드          | 토니 어워드 최고의 오리지널 상           | 찰스 스트라우스, 마틴 차닌            | 수상     |
| 1977 | 토니 어워드          | 토니 어워드 최고의 공연 및 최고의 배역상 | 리드 셸턴                             | 후보     |
| 1977 | 토니 어워드          | 토니어워드 최고의 여자배우상             | 안드레아 맥 칼드레                    | 후보     |
| 1977 | 토니 어워드          | 토니어워드 최고의 여자배우상             | 도로시 라우 든                        | 수상     |
| 1977 | 토니 어워드          | 토니 어워드 최고의 좋은 지도상           | 마틴 차닌                             | 후보     |
| 1977 | 토니 어워드          | 토니 어워드 최고의 안무상                | 피터 젠나로                           | 수상     |
| 1977 | 토니 어워드          | 토니 어워드 최고의 경관 디자인상         | 데이비드 미첼                         | 수상     |
| 1977 | 토니 어워드          | 토니 어워드 최고의 의상상                | 테오니 V. 알드레지                    | 수상     |
| 1977 | 드라마 데스크 어워드 | 드라마 데스크 어워드 최고의 뮤지컬 상    | 드라마 데스크 어워드 최고의 뮤지컬 상 | 수상     |
| 1977 | 드라마 데스크 어워드 | 드라마 데스크 어워드 최고의 작가상       | 토마스 미한                           | 수상     |
| 1977 | 드라마 데스크 어워드 | 드라마 데스크 어워드 최고의 배역상       | 리드 셸턴                             | 후보     |
| 1977 | 드라마 데스크 어워드 | 드라마 데스크 어워드 최고의 배우상       | 도로시 라우 든                        | 수상     |
| 1977 | 드라마 데스크 어워드 | 드라마 데스크 어워드 최고의 감독상       | 마틴 차닌                             | 수상     |
| 1977 | 드라마 데스크 어워드 | 드라마 데스크 어워드 최고의 안무상       | 피터 젠나로                           | 수상     |
| 1977 | 드라마 데스크 어워드 | 드라마 데스크 어워드 최고의 음악상       | 찰스 스트라우스                       | 후보     |
| 1977 | 드라마 데스크 어워드 | 드라마 데스크 어워드 최고의 가사상       | 마틴 차닌                             | 수상     |
| 1977 | 드라마 데스크 어워드 | 드라마 데스크 어워드 최고의 의상상       | 테오니 V. 알드레지                    | 수상     |
| 1978 | 그래미 어워드        | 그래미 어워드 최고의 앨범상              | 그래미 어워드 최고의 앨범상           | 수상     |

### 1997 브로드웨이 리바이벌
| 년   | 수상명      | 부문                              | 인물                              | 수상여부 |
| ---- | ----------- | --------------------------------- | --------------------------------- | -------- |
| 1997 | 토니 어워드 | 토니 어워드 베스트 외국 뮤지컬 상 | 토니 어워드 베스트 외국 뮤지컬 상 | 후보     |

### 1998 런던 웨스트엔드 리바이벌
| 년   | 수상명               | 부문                          | 인물          | 수상여부 |
| ---- | -------------------- | ----------------------------- | ------------- | -------- |
| 1999 | 로렌스 올리버 리워드 | 로렌스 올리비에 최고의 인기상 | 앤드류 케네디 | 후보     |
| 1999 | 로렌스 올리버 리워드 | 로렌스 올리비에 최고의 안무상 | 피터 젠나로   | 후보     |

### 2013 브로드웨이 리바이벌
| 년   | 수상명               | 부문                               | 인물                      | 수상여부 |
| ---- | -------------------- | ---------------------------------- | ------------------------- | -------- |
| 2013 | 토니 어워드          | 베스트 리바이벌 뮤지컬 상          | 베스트 리바이벌 뮤지컬 상 | 후보     |
| 2013 | 드라마 데스크 어워드 | 드라마 데스크 어워드 최고의 배우상 | 앤서니 워롤               | 후보     |

## 이후 파생 작품
1989년, "Annie 2: Miss Hannigan's Revenge"라는 속편이 미국 워싱턴 D.C에서 공연되었으며, 이후 1993년에는 "애니 워벅스"라는 작품이 미국 뉴욕에서 공연되었다고 한다. 또한 중고생 나이에 애니를 연기하는 "애니 주니어(Annie jr.)"도 또한 1977년에 미국에서 처음으로 초연되었다고 한다.

## 대한민국 공연
1984년에 처음으로 대한민국에 공연이 되었으며, 1996년에는 예술의전당에서 삼성나이세스의 주최로 애니가 공연에 오른적이 있었다.
2006년에 세종문화회관에서 정식으로 초연 공연을 하였으며, 2007년 제13회 한국뮤지컬대상 베스트외국뮤지컬상과 기술상을 수상하고, 앵콜공연에 오르게 되었다.
이후 2010년에 다시 재연하여, 2011년에 앵콜공연을 펼친뒤, 2018년 12월 15일부터 30일까지 세종문화회관 대극장에서 다시 재연하였다. 이후, 2019년 12월 14일부터 29일까지 세종문화회관에서 다시 앵콜공연 무대에 올랐다. 그리고 2024년에는 공연 주최사가 바뀌어 유니버설 아트센터에서 10월 1일부터 27일까지 공연에 오르게 되었다.

### 한국 공연 출연진
- 1984년
  - 자료 없음

- 1996년 내한 공연[11]
  - 애니 役 : 크리스틴 보건
  - 올리버 워벅스 役 : 론 홀게이트
  - 미스 해니건 役 : 트레이시 로스턴
  - 샌디 役 : 브리즈

- 2006년 세종문화회관 초연
  - 애니 役 : 이지민, 전예지[12]
  - 올리버 워벅스 役 : 주성중, 김영호[13]
  - 미스 해니건 役 : 전수경, 박선옥
  - 샌디 役 : 쵸이 (주한 뉴질랜드 대사관 골든레트리버)

- 2007년 세종문화회관 앵콜공연[14]
  - 애니 役 : 이지민, 박도연
  - 올리버 워벅스 役 : 주성중, 박철호
  - 미스 해니건 役 : 전수경, 박선옥
  - 그레이스 패럴 役 : 이연경
  - 샌디 役 : 쵸이 (주한 뉴질랜드 대사관 골든레트리버)

- 2010년 세종문화회관 재연[15]
  - 애니 役 : 김미랑, 손영혜
  - 올리버 워벅스 役 : 주성중, 이영하
  - 미스 해니건 役 : 박선옥, 김선경
  - 그레이스 패럴 役 : 왕은숙
  - 대니얼 루스터 해니건 役 : 이경준
  - 릴리 세인트 루지스 役 : 홍은주
  - 샌디 役 : 구름이 (맹인안내견 출신 래브라도 레트리버)
  - 앙상블 : 김정미, 이연경, 권명현, 윤지영, 유미, 고준식, 이현우, 원유석, 정선영, 곽은태, 박봉진, 한일경, 김진숙, 우현아, 신대성, 박원진, 박정아, 오성림, 윤영환, 임화춘, 이신미, 문정윤

- 2011년 세종문화회관 앵콜공연[16]
  - 애니 役 : 문은수, 윤시영
  - 올리버 워벅스 役 : 주성중
  - 미스 해니건 役 : 박선옥, 윤복희
  - 그레이스 패럴 役 : 왕은숙, 홍은주
  - 대니얼 루스터 해니건 役 : 박봉진
  - 릴리 세인트 루지스 役 : 유미
  - 고아소녀들 : 조경아, 김려원, 정수현, 박수빈, 김지민, 임수민, 최민주, 박미유
  - 샌디 役 : 벤 (뉴펀들랜드 수중 인명 구조견)
  - 앙상블 : 이홍구, 곽은태, 권명현, 원유석, 오성림, 임화춘, 박정아, 이신미, 이경준, 신대성, 고준식, 이연경, 박원진, 한일경, 정선영, 윤지영, 우현아, 이현우, 최재호, 이정연, 하미미, 윤진식, 선종락, 김찬례, 신세계

- 2018년 세종문화회관 재연
  - 애니 役 : 유시현, 전예진
  - 올리버 워벅스 役 : 주성중, 박광현
  - 미스 해니건 役 : 박선옥, 변정수
  - 그레이스 패럴 役 : 왕은숙, 이연경
  - 대니얼 루스터 해니건 役 : 이경준, 허도영
  - 릴리 세인트 루지스 役 : 유미
  - 프랭크린 D. 루즈벨트 役 : 박성훈
  - 고아소녀들 : 김세화, 김주원, 석주현, 심혜빈, 안현화, 오가현, 이화진, 정효원
  - 샌디 役 : 달봉이 (배우견)
  - 앙상블 : 권명현, 오성림, 원유석, 임승연, 박정아, 이신미, 신대성, 고준식, 박원진, 한일경, 정선영, 이승재, 김범준, 심욱, 장현동, 박좌헌, 박재은, 이예나, 노엘리, 김솔빈, 황인아, 박정윤, 양나현

- 2019년 세종문화회관 앵콜공연[17]
  - 애니 役 : 황예영, 최연우
  - 올리버 워벅스 役 : 김석훈, 박성훈
  - 미스 해니건 役 : 황석정, 유미
  - 그레이스 패럴 役 : 이연경
  - 대니얼 루스터 해니건 役 : 이경준, 허도영
  - 릴리 세인트 루지스 役 : 우현아
  - 프랭크린 D. 루즈벨트 役 : 주성중
  - 고아소녀들 : 김단비, 김태희, 문서진, 이성은, 송하연, 오미선, 육예서
  - 샌디 役 : 수동이 (김상덕)
  - 앙상블 : 왕은숙, 권명현, 오성림, 임승연, 박정아, 박선옥, 이신미, 신대성, 고준식, 박원진, 한일경, 정선영, 이승재, 김범준, 이혜란, 정은영, 서유진, 심욱, 장현동, 박좌헌, 박재은, 이예나, 김경화, 박현선, 이미주, 박진규, 임준영

- 2024년 재연 (서울 유니버설 아트센터 / 세종 예술의전당)[18]
  - 애니 役 : 최은영, 곽보경
  - 올리버 워벅스 役 : 남경주, 송일국
  - 미스 해니건 役 : 신영숙, 김지선
  - 그레이스 패럴 役 : 박소연
  - 대니얼 루스터 해니건 役 : 이종찬
  - 릴리 세인트 루지스 役 : 이주예
  - 프랭크린 D. 루즈벨트 役 : 이병길
  - 고아소녀들
    - 최예린, 곽재이 (몰리) / 차유은, 정시우 (제시) / 조소은, 김소율 (케이트) / 이태경, 황예은 (애플) / 이유수, 정사랑 (테시)
    - 최재인, 이유이 (페퍼) / 박윤솔, 문세연 (보니) / 강단아, 권아린 (더피) / 이청아, 오다인 (줄라이)

  - 샌디 役
    - 콜리(골든리트리버, 2024년 10월 1일 ~ 10월 8일, 11월 15일 ~ 11월 17일)
    - 산들(골든두들, 2024년 10월 9일 ~ 10월 27일)

  - 앙상블 (뉴욕 시민 役) : 김완수, 강하나, 마준석, 김병영, 이호연, 이재혁, 손상은, 김나영, 이세옥, 김민아, 엄도하
  - 스윙 : 황성산, 강연승

## 1982년 영화화
뮤지컬 애니가 선풍적인 인기가 이어지자, 1982년에 영화로도 제작되었다. 감독은 존 휴스턴, 콜롬비아 픽쳐스가 배급을 맡았다. 영화 역시 엄청난 인기를 자랑했다. 특히 애니 주인공인 아일린 퀸은 10000:1의 경쟁률을 제치고 애니가 되었다. 1982년 5월 17일 개봉.

### 1995년 애니 영화 속편 제작
1995년에 뮤지컬 애니 이후 올리버 워벅스가 영국 황실의 작위를 받고 애니와 친구들과 함께 영국모험을 떠나는 내용을 담은 속편인 "애니2 : 황실의 모험"을 제작하였다. 트라이스타 텔레비전이 제작하였으며, 감독은 이안 토인턴이다. 애니의 주인공은 애슐리 존슨.

## 1999년 영화화
1999년에 월트디즈니와 콜롬비아 영화사가 손을 잡고. 미국 ABC TV의 텔레비전 영화로도 제작되었다. 감독은 롭 마셜, 알리시아 모튼이 애니역을 맡았다. 1999년 11월 7일 개봉.

## 2014년 영화화
뮤지컬 애니가 인기를 끌고 또한 1982년과 1999년에 영화로도 나왔으며, 2014년에 이를 리메이크하게 되었다. 배경도 현대 뉴욕으로 바꾼뒤, 주연과 주요등장인물을 모두 흑인으로 바꾸었다. 감독은 윌 글럭, 쿼벤저네이 월리스가 애니역을, 제이미 폭스가 워벅스역을 맡았지만 영화상에서는 벤자민 스택스로 바뀌었다. 대부분 모두 흑인이 출연한다. 2014년 12월 7일 개봉.